# Sixième circonscription du Morbihan
La sixième circonscription du Morbihan est l'une des six circonscriptions législatives françaises que compte le département du Morbihan.

## La circonscription de 1958 à 1986

### Description géographique
Dans le découpage électoral de 1958, la sixième circonscription du Morbihan était composée des cantons suivants :
- Canton de Cléguérec
- Canton du Faouët
- Canton de Gourin
- Canton de Guémené-sur-Scorff
- Canton d'Hennebont
- Canton de Plouay.

### Historique des députations
| Législature | Début de mandat | Fin de mandat   | Député           | Parti politique | Observations |
| ----------- | --------------- | --------------- | ---------------- | --------------- | --- |
| Ire         | 9 décembre 1958 | 9 octobre 1962  | Paul Ihuel       | MRP             | Mandat écourté à la suite d'une dissolution parlementaire décidée par Charles de Gaulle.                                                                       |
| IIe         | 6 décembre 1962 | 2 avril 1967    | Paul Ihuel       | MRP             | |
| IIIe        | 3 avril 1967    | 30 mai 1968     | Paul Ihuel       | PDM             | Mandat écourté à la suite d'une dissolution parlementaire décidée par Charles de Gaulle.                                                                       |
| IVe         | 11 juillet 1968 | 1er avril 1973  | Paul Ihuel       | PDM             | |
| Ve          | 2 avril 1973    | 22 octobre 1974 | Paul Ihuel       | RDS             | En raison de son décès le 22 octobre 1974, remplacé par Yves Le Cabellec (Union centriste).                                                                    |
| Ve          | 22 octobre 1974 | 2 avril 1978    | Yves Le Cabellec | UC              | En raison de son décès le 22 octobre 1974, remplacé par Yves Le Cabellec (Union centriste).                                                                    |
| VIe         | 3 avril 1978    | 22 mai 1981     | Yves Le Cabellec | UDF             | Mandat écourté à la suite d'une dissolution parlementaire décidée par François Mitterrand.                                                                     |
| VIIe        | 2 juillet 1981  | 1er avril 1986  | Jean Giovannelli | PS              | |
| VIIIe       | 2 avril 1986    | 14 mai 1988     | Aucun            | Aucun           | Proportionnelle par département, pas de député par circonscription. Mandat écourté à la suite d'une dissolution parlementaire décidée par François Mitterrand. |

### Historique des élections

#### Élections de 1958
|                    | Paul Ihuel élu  | MRP            | 27 200 | 59,21  |  |  |  |
|                    | Louis Le Moënic | SFIO           | 9 791  | 21,31  |  |  |  |
|                    | Louis Guiguen   | PCF            | 7 753  | 16,88  |  |  |  |
|                    | Roland Delaby   | UFF            | 1 191  | 2,59   |  |  |  |
|                    |                 |                |        |        |  |  |  |
| Inscrits           | Inscrits        | Inscrits       | 59 428 | 100,00 |  |  |  |
| Abstentions        | Abstentions     | Abstentions    | 13 006 | 21,89  |  |  |  |
| Votants            | Votants         | Votants        | 46 422 | 78,11  |  |  |  |
| Blancs et nuls     | Blancs et nuls  | Blancs et nuls | 487    | 1,05   |  |  |  |
| Exprimés           | Exprimés        | Exprimés       | 45 935 | 98,95  |  |  |  |
| Source : Data.gouv |                 |                |        |        |  |  |  |

Le suppléant de Paul Ihuel était le Docteur Morice.

#### Élections de 1962
|                    | Paul Ihuel sortant réélu | MRP            | 23 704 | 62,2   |  |  |  |
|                    | Eugène Crépeau           | PCF            | 7 624  | 20     |  |  |  |
|                    | François Giovannelli     | SFIO           | 6 784  | 17,8   |  |  |  |
|                    |                          |                |        |        |  |  |  |
| Inscrits           | Inscrits                 | Inscrits       | 57 080 | 100,00 |  |  |  |
| Abstentions        | Abstentions              | Abstentions    | 18 126 | 31,76  |  |  |  |
| Votants            | Votants                  | Votants        | 38 954 | 68,24  |  |  |  |
| Blancs et nuls     | Blancs et nuls           | Blancs et nuls | 842    | 2,16   |  |  |  |
| Exprimés           | Exprimés                 | Exprimés       | 38 112 | 97,84  |  |  |  |
| Source : Data.gouv |                          |                |        |        |  |  |  |

Le suppléant de Paul Ihuel était François Christien, conseiller général du canton de Gourin, maire de Plouray.

#### Élections de 1967
| Candidat           | Candidat                 | Parti          | Premier tour | Premier tour | Second tour | Second tour |  |
| Candidat           | Candidat                 | Parti          | Voix         | %            | Voix        | %           |  |
| ------------------ | ------------------------ | -------------- | ------------ | ------------ | ----------- | ----------- |  |
|                    | Paul Ihuel sortant réélu | CD (PDM)       | 20 630       | 46,16        | 26 197      | 62,39       |  |
|                    | Eugène Crépeau           | PCF            | 9 846        | 22,03        | 15 792      | 37,61       |  |
|                    | Louis Le Moënic          | FGDS (SFIO)    | 8 151        | 18,24        | Retrait     | Retrait     |  |
|                    | Joseph Le Bris           | UD-Ve          | 6 065        | 13,57        | Retrait     | Retrait     |  |
|                    |                          |                |              |              |             |             |  |
| Inscrits           | Inscrits                 | Inscrits       | 53 989       | 100,00       | 53 981      | 100,00      |  |
| Abstentions        | Abstentions              | Abstentions    | 8 960        | 16,6         | 11 396      | 21,11       |  |
| Votants            | Votants                  | Votants        | 45 029       | 83,4         | 42 585      | 78,89       |  |
| Blancs et nuls     | Blancs et nuls           | Blancs et nuls | 337          | 0,75         | 596         | 1,4         |  |
| Exprimés           | Exprimés                 | Exprimés       | 44 692       | 99,25        | 41 989      | 98,6        |  |
| Source : Data.gouv |                          |                |              |              |             |             |  |

Le suppléant de Paul Ihuel était François Christien.

#### Élections de 1968
| Candidat           | Candidat                 | Parti          | Premier tour | Premier tour | Second tour | Second tour |  |
| Candidat           | Candidat                 | Parti          | Voix         | %            | Voix        | %           |  |
| ------------------ | ------------------------ | -------------- | ------------ | ------------ | ----------- | ----------- |  |
|                    | Paul Ihuel sortant réélu | CD (PDM)       | 19 836       | 45,95        | 26 771      | 65,38       |  |
|                    | Eugène Crépeau           | PCF            | 10 699       | 24,79        | 14 175      | 34,62       |  |
|                    | Ferdinand Thomas         | UDR (URP)      | 8 468        | 19,62        | Retrait     | Retrait     |  |
|                    | Michel Fichant           | FGDS (SFIO)    | 3 442        | 7,97         |             |             |  |
|                    | René Crouvizier          | PSU            | 722          | 1,67         |             |             |  |
|                    |                          |                |              |              |             |             |  |
| Inscrits           | Inscrits                 | Inscrits       | 53 616       | 100,00       | 53 614      | 100,00      |  |
| Abstentions        | Abstentions              | Abstentions    | 10 122       | 18,88        | 12 017      | 22,41       |  |
| Votants            | Votants                  | Votants        | 43 494       | 81,12        | 41 597      | 77,59       |  |
| Blancs et nuls     | Blancs et nuls           | Blancs et nuls | 327          | 0,75         | 651         | 1,57        |  |
| Exprimés           | Exprimés                 | Exprimés       | 43 167       | 99,25        | 40 946      | 98,43       |  |
| Source : Data.gouv |                          |                |              |              |             |             |  |

Le suppléant de Paul Ihuel était Yves Le Cabellec, maire de Plouay.

#### Élections de 1973
| Candidat           | Candidat                 | Parti          | Premier tour | Premier tour | Second tour | Second tour |  |
| Candidat           | Candidat                 | Parti          | Voix         | %            | Voix        | %           |  |
| ------------------ | ------------------------ | -------------- | ------------ | ------------ | ----------- | ----------- |  |
|                    | Paul Ihuel sortant réélu | CD (MR)        | 12 617       | 34,51        | 25 645      | 58,98       |  |
|                    | Eugène Crépeau           | PCF            | 12 057       | 27,48        | 17 831      | 41,02       |  |
|                    | Jean Pressard            | UDR (URP)      | 6 065        | 13,82        | Retrait     | Retrait     |  |
|                    | Yves Guélard             | PS (UGSD)      | 5 258        | 11,98        |             |             |  |
|                    | Yvon Evenou              | UDB            | 1 400        | 3,19         |             |             |  |
|                    | Henry Pungier            | SAV            | 766          | 1,74         |             |             |  |
|                    |                          |                |              |              |             |             |  |
| Inscrits           | Inscrits                 | Inscrits       | 53 276       | 100,00       | 53 278      | 100,00      |  |
| Abstentions        | Abstentions              | Abstentions    | 8 897        | 16,7         | 9 144       | 17,16       |  |
| Votants            | Votants                  | Votants        | 44 379       | 83,3         | 44 134      | 82,84       |  |
| Blancs et nuls     | Blancs et nuls           | Blancs et nuls | 507          | 1,14         | 658         | 1,49        |  |
| Exprimés           | Exprimés                 | Exprimés       | 43 872       | 98,86        | 43 476      | 98,51       |  |
| Source : Data.gouv |                          |                |              |              |             |             |  |

Le suppléant de Paul Ihuel était Yves Le Cabellec. Yves Le Cabellec remplaça Paul Ihuel, décédé, du 22 octobre 1974 au 2 avril 1978.

#### Élections de 1978
| Candidat       | Candidat                       | Parti          | Premier tour | Premier tour | Second tour | Second tour |  |
| Candidat       | Candidat                       | Parti          | Voix         | %            | Voix        | %           |  |
| -------------- | ------------------------------ | -------------- | ------------ | ------------ | ----------- | ----------- |  |
|                | Yves Le Cabellec sortant réélu | UDF (CDS)      | 22 403       | 45,85        | 26 633      | 53,51       |  |
|                | Eugène Crépeau                 | PCF            | 12 472       | 25,53        | 23 142      | 46,49       |  |
|                | Jean Giovannelli               | PS             | 10 686       | 21,87        | Retrait     | Retrait     |  |
|                | Armel Giquello                 | PSD            | 1 351        | 2,76         |             |             |  |
|                | Odile Picaud                   | LO             | 1 023        | 2,09         |             |             |  |
|                | Jean Groix                     | UDB            | 922          | 1,88         |             |             |  |
|                |                                |                |              |              |             |             |  |
| Inscrits       | Inscrits                       | Inscrits       | 57 421       | 100,00       | 57 406      | 100,00      |  |
| Abstentions    | Abstentions                    | Abstentions    | 7 963        | 13,87        | 6 849       | 11,93       |  |
| Votants        | Votants                        | Votants        | 49 458       | 86,13        | 50 557      | 88,07       |  |
| Blancs et nuls | Blancs et nuls                 | Blancs et nuls | 601          | 1,22         | 782         | 1,55        |  |
| Exprimés       | Exprimés                       | Exprimés       | 48 857       | 98,78        | 49 775      | 98,45       |  |

Le suppléant d'Yves Le Cabellec était Roger Cospérec, maire de Berné.

#### Élections de 1981
| Candidat       | Candidat                 | Parti          | Premier tour | Premier tour | Second tour | Second tour |  |
| Candidat       | Candidat                 | Parti          | Voix         | %            | Voix        | %           |  |
| -------------- | ------------------------ | -------------- | ------------ | ------------ | ----------- | ----------- |  |
|                | Yves Le Cabellec sortant | UDF (CDS)      | 19 971       | 44,36        | 22 403      | 47,17       |  |
|                | Jean Giovannelli élu     | diss. PS       | 14 580       | 32,38        | 25 092      | 52,83       |  |
|                | Eugène Crépeau           | PCF            | 8 288        | 18,41        | Retrait     | Retrait     |  |
|                | Chantal Perez            | PS             | 1 534        | 3,41         |             |             |  |
|                | Fernande Gillet          | UDB            | 646          | 1,43         |             |             |  |
|                | Joël Gauthier            | CCA            | 0            | 0            |             |             |  |
|                |                          |                |              |              |             |             |  |
| Inscrits       | Inscrits                 | Inscrits       | 58 302       | 100,00       | 58 293      | 100,00      |  |
| Abstentions    | Abstentions              | Abstentions    | 12 917       | 22,16        | 10 043      | 17,23       |  |
| Votants        | Votants                  | Votants        | 45 385       | 77,84        | 48 250      | 82,77       |  |
| Blancs et nuls | Blancs et nuls           | Blancs et nuls | 366          | 0,81         | 755         | 1,56        |  |
| Exprimés       | Exprimés                 | Exprimés       | 45 019       | 99,19        | 47 495      | 98,44       |  |

Le suppléant de Jean Giovannelli était Louis Le Guern, agriculteur, maire de Lanvénégen.

## La circonscription depuis 1986

### Description géographique et démographique
Dans le découpage électoral de la loi n°86-1197 du 24 novembre 1986
, la circonscription regroupe les cantons suivants :
- Canton de Cléguérec
- Canton du Faouët
- Canton de Gourin
- Canton de Guémené-sur-Scorff
- Canton d'Hennebont
- Canton de Plouay
- Canton de Pont-Scorff.

D'après le recensement général de la population en 1999 réalisé par l'Institut national de la statistique et des études économiques (INSEE), la population totale de cette circonscription est estimée à 104 371 habitants,.
Le découpage de la circonscription n'a pas été modifié par le redécoupage des circonscriptions législatives françaises de 2010.

### Historique des députations
| Législature | Début de mandat | Fin de mandat  | Député              | Parti politique | Observations                                                                          |
| ----------- | --------------- | -------------- | ------------------- | --------------- | ------------------------------------------------------------------------------------- |
| IXe         | 23 juin 1988    | 1er avril 1993 | Jean Giovannelli    | PS              |                                                                                       |
| Xe          | 2 avril 1993    | 21 avril 1997  | Jacques Le Nay,     | UDF,            | Mandat écourté à la suite d'une dissolution parlementaire décidée par Jacques Chirac. |
| XIe         | 12 juin 1997    | 18 juin 2002   | Jacques Le Nay,     | UDF,            |                                                                                       |
| XIIe        | 19 juin 2002    | 19 juin 2007   | Jacques Le Nay,     | UMP,            |                                                                                       |
| XIIIe       | 20 juin 2007    | 19 juin 2012   | Jacques Le Nay      | UMP             |                                                                                       |
| XIVe        | 20 juin 2012    | 20 juin 2017   | Philippe Noguès     | PS puis DVG     |                                                                                       |
| XVe         | 21 juin 2017    | 21 juin 2022   | Jean-Michel Jacques | REM             |                                                                                       |

### Historique des élections

#### Élections de 1988
| Candidat       | Candidat                       | Parti          | Premier tour | Premier tour | Second tour | Second tour |  |
| Candidat       | Candidat                       | Parti          | Voix         | %            | Voix        | %           |  |
| -------------- | ------------------------------ | -------------- | ------------ | ------------ | ----------- | ----------- |  |
|                | Jean Giovannelli sortant réélu | PS             | 24 549       | 44,4         | 31 306      | 51,98       |  |
|                | Pierre-Henri Paillet           | UDF (URC)      | 22 063       | 39,91        | 28 921      | 48,02       |  |
|                | Jean Le Borgne                 | PCF            | 5 355        | 9,69         |             |             |  |
|                | Jacques Branélec               | FN             | 3 319        | 6            |             |             |  |
|                |                                |                |              |              |             |             |  |
| Inscrits       | Inscrits                       | Inscrits       | 77 919       | 100,00       | 77 899      | 100,00      |  |
| Abstentions    | Abstentions                    | Abstentions    | 21 533       | 27,64        | 16 577      | 21,28       |  |
| Votants        | Votants                        | Votants        | 56 386       | 72,36        | 61 322      | 78,72       |  |
| Blancs et nuls | Blancs et nuls                 | Blancs et nuls | 1 100        | 1,95         | 1 095       | 1,79        |  |
| Exprimés       | Exprimés                       | Exprimés       | 55 286       | 98,05        | 60 227      | 98,21       |  |

Le suppléant de Jean Giovannelli était Jean Moëc, conseiller général PS, maire de Guémené-sur-Scorff.

#### Élections de 1993
| Candidat       | Candidat           | Parti          | Premier tour | Premier tour | Second tour | Second tour |  |
| Candidat       | Candidat           | Parti          | Voix         | %            | Voix        | %           |  |
| -------------- | ------------------ | -------------- | ------------ | ------------ | ----------- | ----------- |  |
|                | Michel Morvant     | RPR            | 12 529       | 22,20        | 21 575      | 49,86       |  |
|                | Jacques Le Nay élu | diss. UDF      | 10 697       | 17,09        | 21 684      | 50,13       |  |
|                | Jean-Yves Laurent  | PS (ADFP)      | 9 332        | 16,54        |             |             |  |
|                | Pierrik Nevannen   | UDF (PR)       | 8 626        | 15,29        |             |             |  |
|                | Jean Le Borgne     | PCF            | 6 318        | 11,20        |             |             |  |
|                | Claudine Rouillé   | Les Verts (EÉ) | 3 920        | 6,95         |             |             |  |
|                | Joseph Gaonac'h    | FN             | 3 572        | 6,33         |             |             |  |
|                | Dominique Durand   | LT-LNÉ         | 1 393        | 2,47         |             |             |  |
|                | Denis Riou         | Régionaliste   | 47           | 0,08         |             |             |  |
|                |                    |                |              |              |             |             |  |
| Inscrits       | Inscrits           | Inscrits       | 80 097       | 100,00       | 80 093      | 100,00      |  |
| Abstentions    | Abstentions        | Abstentions    | 20 653       | 25,78        | 27 519      | 34,36       |  |
| Votants        | Votants            | Votants        | 59 444       | 74,22        | 52 574      | 65,64       |  |
| Blancs et nuls | Blancs et nuls     | Blancs et nuls | 3 010        | 5,06         | 9 315       | 17,72       |  |
| Exprimés       | Exprimés           | Exprimés       | 56 434       | 94,94        | 43 259      | 82,28       |  |

Le suppléant de Jacques Le Nay était Franck Hillion (1960-2022) directeur général de la mairie de Port-Louis, conseiller municipal d'Hennebont, Président de la CFE-CGC du Morbihan. Il restera député-suppléant du Morbihan pendant 9 ans.

#### Élections de 1997
| Candidat       | Candidat                     | Parti          | Premier tour | Premier tour | Second tour | Second tour |  |
| Candidat       | Candidat                     | Parti          | Voix         | %            | Voix        | %           |  |
| -------------- | ---------------------------- | -------------- | ------------ | ------------ | ----------- | ----------- |  |
|                | Jacques Le Nay sortant réélu | app. UDF       | 18 341       | 33,05        | 29 537      | 50,62       |  |
|                | Jean-Pierre Bageot           | PS             | 14 963       | 26,96        | 28 817      | 49,38       |  |
|                | Michel Morvant               | diss. RPR      | 7 085        | 12,77        |             |             |  |
|                | Jean Le Borgne               | PCF            | 6 485        | 11,69        |             |             |  |
|                | Francis Schwaller            | FN             | 4 242        | 7,64         |             |             |  |
|                | Michel Rolland               | Les Verts      | 1 652        | 2,98         |             |             |  |
|                | Gérard Leseigneur            | GÉ             | 1 439        | 2,59         |             |             |  |
|                | Christian Guyonvarc'h        | UDB            | 1 287        | 2,32         |             |             |  |
|                |                              |                |              |              |             |             |  |
| Inscrits       | Inscrits                     | Inscrits       | 79 196       | 100,00       | 79 189      | 100,00      |  |
| Abstentions    | Abstentions                  | Abstentions    | 21 197       | 26,77        | 18 211      | 23          |  |
| Votants        | Votants                      | Votants        | 57 999       | 73,23        | 60 978      | 77          |  |
| Blancs et nuls | Blancs et nuls               | Blancs et nuls | 2 505        | 4,32         | 2 624       | 4,3         |  |
| Exprimés       | Exprimés                     | Exprimés       | 55 494       | 95,68        | 58 354      | 95,7        |  |

Le suppléant de Jacques Le Nay était Franck Hillion.

#### Élections de 2002
|                | Jacques Le Nay sortant réélu | UMP              | 28 774 | 50,65  |  |  |  |
|                | Jean-Pierre Bageot           | PS               | 16 281 | 28,66  |  |  |  |
|                | Ginette Berthier             | FN               | 3 223  | 5,67   |  |  |  |
|                | Marc Cozilis                 | PCF              | 2 598  | 4,57   |  |  |  |
|                | Brigitte Sylvestre           | Les Verts        | 1 939  | 3,41   |  |  |  |
|                | Michel Hado                  | UDB              | 1 032  | 1,82   |  |  |  |
|                | Gérard Leseigneur            | LCR              | 976    | 1,72   |  |  |  |
|                | Odile Picaud                 | LO               | 618    | 1,09   |  |  |  |
|                | Caroline Capelle             | Pôle républicain | 556    | 0,98   |  |  |  |
|                | Loïc Avry                    | PT               | 454    | 0,8    |  |  |  |
|                | Gilles Le Postec             | MNR              | 355    | 0,62   |  |  |  |
|                |                              |                  |        |        |  |  |  |
| Inscrits       | Inscrits                     | Inscrits         | 83 498 | 100,00 |  |  |  |
| Abstentions    | Abstentions                  | Abstentions      | 25 583 | 30,64  |  |  |  |
| Votants        | Votants                      | Votants          | 57 915 | 69,36  |  |  |  |
| Blancs et nuls | Blancs et nuls               | Blancs et nuls   | 1 109  | 1,91   |  |  |  |
| Exprimés       | Exprimés                     | Exprimés         | 56 806 | 98,09  |  |  |  |

Le suppléant de Jacques Le Nay était Pierrik Névannen, maire de Pont-Scorff, conseiller général du canton de Pont-Scorff, Vice-Président du conseil général, cadre supérieur.

#### Élections de 2007
| Candidat       | Candidat                     | Parti          | Premier tour | Premier tour | Second tour | Second tour |  |
| Candidat       | Candidat                     | Parti          | Voix         | %            | Voix        | %           |  |
| -------------- | ---------------------------- | -------------- | ------------ | ------------ | ----------- | ----------- |  |
|                | Jacques Le Nay sortant réélu | UMP            | 28 248       | 49,41        | 30 528      | 54,67       |  |
|                | Jean-Pierre Bageot           | PS             | 15 791       | 27,62        | 25 311      | 45,33       |  |
|                | Gérard Perron                | PCF            | 5 573        | 9,75         |             |             |  |
|                | Michel Rolland               | Les Verts      | 2 490        | 4,36         |             |             |  |
|                | Gérald Perrier               | FN             | 1 443        | 2,52         |             |             |  |
|                | Yves Juin                    | LCR            | 1 138        | 1,99         |             |             |  |
|                | Thierry Le Roch              | Divers         | 861          | 1,51         |             |             |  |
|                | Marie-Alix Boullault         | MPF            | 730          | 1,28         |             |             |  |
|                | Odile Picaud                 | LO             | 399          | 0,7          |             |             |  |
|                | Maryse Paraire               | MRC            | 276          | 0,48         |             |             |  |
|                | Florence Houssais            | MNR            | 225          | 0,39         |             |             |  |
|                |                              |                |              |              |             |             |  |
| Inscrits       | Inscrits                     | Inscrits       | 87 095       | 100,00       | 87 089      | 100,00      |  |
| Abstentions    | Abstentions                  | Abstentions    | 28 802       | 33,07        | 29 904      | 34,34       |  |
| Votants        | Votants                      | Votants        | 58 293       | 66,93        | 57 185      | 65,66       |  |
| Blancs et nuls | Blancs et nuls               | Blancs et nuls | 1 119        | 1,92         | 1 346       | 2,35        |  |
| Exprimés       | Exprimés                     | Exprimés       | 57 174       | 98,08        | 55 839      | 97,65       |  |

#### Élections de 2012
| Candidat       | Candidat               | Parti                         | Premier tour | Premier tour | Second tour | Second tour |  |
| Candidat       | Candidat               | Parti                         | Voix         | %            | Voix        | %           |  |
| -------------- | ---------------------- | ----------------------------- | ------------ | ------------ | ----------- | ----------- |  |
|                | Jacques Le Nay sortant | UMP                           | 20 293       | 36,27        | 27 074      | 48,52       |  |
|                | Philippe Noguès élu    | PS                            | 14 229       | 25,43        | 28 726      | 51,48       |  |
|                | Christian Derrien      | Divers gauche                 | 7 608        | 13,60        |             |             |  |
|                | Gérard Perron          | FG (PCF) (Divers gauche, NPA) | 5 024        | 8,98         |             |             |  |
|                | Ulla Paulat            | RBM (FN)                      | 4 524        | 8,08         |             |             |  |
|                | Claire Duval           | EÉLV                          | 2 153        | 3,85         |             |             |  |
|                | Jean-Pierre Demant     | NC                            | 818          | 1,46         |             |             |  |
|                | Claudine Perron        | PB                            | 576          | 1,03         |             |             |  |
|                | Sunny Avry             | DLR                           | 513          | 0,92         |             |             |  |
|                | Gwénaëlle Coatéval     | LO                            | 219          | 0,39         |             |             |  |
|                |                        |                               |              |              |             |             |  |
| Inscrits       | Inscrits               | Inscrits                      | 89 093       | 100,00       | 89 073      | 100,00      |  |
| Abstentions    | Abstentions            | Abstentions                   | 32 297       | 36,25        | 31 833      | 35,74       |  |
| Votants        | Votants                | Votants                       | 56 796       | 63,75        | 57 240      | 64,26       |  |
| Blancs et nuls | Blancs et nuls         | Blancs et nuls                | 839          | 1,48         | 1 440       | 2,52        |  |
| Exprimés       | Exprimés               | Exprimés                      | 55 957       | 98,52        | 55 800      | 97,48       |  |

#### Élections de 2017
Les élections législatives françaises de 2017 ont eu lieu les dimanches 11 et 18 juin 2017.
| Candidat                                                                | Candidat                         | Parti              | Premier tour | Premier tour | Second tour | Second tour |
| Candidat                                                                | Candidat                         | Parti              | Voix         | %            | Voix        | %           |
| ----------------------------------------------------------------------- | -------------------------------- | ------------------ | ------------ | ------------ | ----------- | ----------- |
|                                                                         | Jean-Michel Jacques              | REM                | 17 450       | 35,41        | 20 250      | 54,72       |
|                                                                         | Gwenn Le Nay                     | UDI                | 6 829        | 13,86        | 16 755      | 45,28       |
|                                                                         | Philippe Noguès (député sortant) | PCF - EELV         | 5 273        | 10,70        |             |             |
|                                                                         | David Guillemet                  | FI                 | 4 981        | 10,11        |             |             |
|                                                                         | Yvan Chichery                    | FN                 | 4 333        | 8,79         |             |             |
|                                                                         | Anne-Maud Goujon                 | LR                 | 4 297        | 8,72         |             |             |
|                                                                         | Christian Derrien                | OLB - UDB          | 3 724        | 7,56         |             |             |
|                                                                         | Joël Le Guellec                  | DLF                | 691          | 1,40         |             |             |
|                                                                         | Dominique Yvon                   | PB                 | 667          | 1,35         |             |             |
|                                                                         | Kelig Lagrée                     | LO                 | 499          | 1,01         |             |             |
|                                                                         | Henri de Bronac                  | DVD                | 328          | 0,67         |             |             |
|                                                                         | Erwan Penin                      | UPR                | 213          | 0,43         |             |             |
|                                                                         |                                  |                    |              |              |             |             |
| Inscrits                                                                | Inscrits                         | Inscrits           | 90 703       | 100,00       | 90 701      | 100,00      |
| Abstentions                                                             | Abstentions                      | Abstentions        | 40 215       | 44,34        | 48 495      | 53,47       |
| Votants                                                                 | Votants                          | Votants            | 50 488       | 55,66        | 42 206      | 46,53       |
| Bulletins blancs                                                        | Bulletins blancs                 | Bulletins blancs   | 821          | 1,63         | 3 551       | 8,41        |
| Bulletins nuls                                                          | Bulletins nuls                   | Bulletins nuls     | 382          | 0,76         | 1 650       | 3,91        |
| Suffrages exprimés                                                      | Suffrages exprimés               | Suffrages exprimés | 49 285       | 97,62        | 37 005      | 87,68       |
| Source : Ministère de l'Intérieur - Sixième circonscription du Morbihan |                                  |                    |              |              |             |             |

#### Élections de 2022
| Résultats des élections législatives des 12 et 19 juin 2022 de la 6e circonscription du Morbihan |                          |                          |              |              |             |             |
| Candidat                                                                                         | Candidat                 | Parti et coalition       | Premier tour | Premier tour | Second tour | Second tour |
| Candidat                                                                                         | Candidat                 | Parti et coalition       | Voix         | %            | Voix        | %           |
|                                                                                                  | Jean-Michel Jacques      | LREM (ENS)               | 16 452       | 34,79        | 23 925      | 54,81       |
|                                                                                                  | Jean-Michel Baudry,      | LFI (NUPES)              | 12 335       | 26,08        | 19 725      | 45,19       |
|                                                                                                  | Aurélie Le Goff          | RN                       | 10 213       | 21,60        |             |             |
|                                                                                                  | Tiphaine Siret           | UDB                      | 1 980        | 4,19         |             |             |
|                                                                                                  | Guillaume Kiefer         | LR (UDC)                 | 1 724        | 3,65         |             |             |
|                                                                                                  | Anne Bernard             | REC                      | 1 252        | 2,65         |             |             |
|                                                                                                  | Valère Charlery          | DLF (UPF)                | 781          | 1,65         |             |             |
|                                                                                                  | Kahina Naït-Kaci         | UDI (UDC)                | 759          | 1,60         |             |             |
|                                                                                                  | Kelig Lagrée             | LO                       | 682          | 1,44         |             |             |
|                                                                                                  | Matilda Parrat           | PA                       | 582          | 1,23         |             |             |
|                                                                                                  | Christelle Rosconval     | PB                       | 532          | 1,12         |             |             |
|                                                                                                  | Olivier Huguet           | DVD                      | 0            | 0,00         |             |             |
| Votes valides                                                                                    | Votes valides            | Votes valides            | 47 292       | 97,30        | 43 650      | 91,57       |
| Votes blancs                                                                                     | Votes blancs             | Votes blancs             | 922          | 1,90         | 2 610       | 5,48        |
| Votes nuls                                                                                       | Votes nuls               | Votes nuls               | 388          | 0,80         | 1 408       | 2,95        |
| Total                                                                                            | Total                    | Total                    | 48 602       | 100          | 47 668      | 100         |
| Abstention                                                                                       | Abstention               | Abstention               | 45 125       | 48,15        | 46 067      | 49,15       |
| Inscrits / participation                                                                         | Inscrits / participation | Inscrits / participation | 93 727       | 51,85        | 93 735      | 50,85       |

#### Élections de 2024
| Candidat                 | Candidat                 | Parti et coalition       | Nuance                   | Premier tour | Premier tour | Second tour | Second tour |
| Candidat                 | Candidat                 | Parti et coalition       | Nuance                   | Voix         | %            | Voix        | %           |
| ------------------------ | ------------------------ | ------------------------ | ------------------------ | ------------ | ------------ | ----------- | ----------- |
|                          | Nathalie Guihot-Vieira   | RN                       | RN                       | 22 728       | 34,69        | 25 346      | 40.02       |
|                          | Jean-Michel Jacques      | RE (ENS)                 | ENS                      | 21 675       | 33,08        | 37 983      | 59,98       |
|                          | Jean-Michel Baudry       | LFI (NFP)                | UG                       | 15 561       | 23,75        |             |             |
|                          | Daniel Barach            | LR                       | DVD                      | 3 513        | 5,36         |             |             |
|                          | Kelig Lagrée             | LO                       | EXG                      | 1 213        | 1,85         |             |             |
|                          | Valère Charlery          | DLF                      | DSV                      | 835          | 1,27         |             |             |
|                          |                          |                          |                          |              |              |             |             |
| Votes valides            | Votes valides            | Votes valides            | Votes valides            | 65 525       | 97,07        |             |             |
| Votes blancs             | Votes blancs             | Votes blancs             | Votes blancs             | 1 404        | 2,08         |             |             |
| Votes nuls               | Votes nuls               | Votes nuls               | Votes nuls               | 575          | 0,85         |             |             |
| Total                    | Total                    | Total                    | Total                    | 67 504       | 100          |             | 100         |
| Abstention               | Abstention               | Abstention               | Abstention               | 26 326       | 28,06        |             |             |
| Inscrits / participation | Inscrits / participation | Inscrits / participation | Inscrits / participation | 93 830       | 71,94        |             |             |